# Prionospio patagonica
Prionospio patagonica är en ringmaskart som beskrevs av Augener 1923. Prionospio patagonica ingår i släktet Prionospio och familjen Spionidae. Inga underarter finns listade i Catalogue of Life.